# Стефан Візантійський
Стефан Візантійський (грец. Στέφανος Βυζάντιος, VI століття н. е.) — філософ, граматик у Константинополі. Працював викладачем у Константинопольському університеті.
Був автором важливого географічного словника під назвою Етніка («Опис народів»), в якому є опис також місцевостей та племен північного Причорномор'я. Етніка має величезне значення для географічної, міфологічної і релігійної інформації про Стародавню Грецію. Майже кожна стаття містить посилання на якогось древнього письменника. Багато з джерел нині втрачено, наприклад, перший опис усіх відомих еллінам земель Гекатея Мілетського (межа 6 і 5 ст. до н. е.) або праці уславленого в античності географа Артемідора (межа 2 і 1 ст. до н. е.). До словника С.В. включені дані, що ніде більше не збереглись в античній літературі: про скіфські племена ісепів, едів, міргетів, язаватів та ін.; у словнику С.В. також наведені різночитання в написанні північнопричорноморських топонімів і етнонімів; містить свідчення про деяких маловідомих персонажів давньогрецької міфології, зокрема, про Даскіла, батька Накола, Даскіла, сина Періадоса.
У збережених фрагментів міститься багато цитат з давніх авторів, крім багатьох цікавих історичних відомостей, є топографічні, міфологічні та інші.
Він жив після правління Аркадія та Гонорія, але до Юстиніана І.